# 비에른 티드만
비에른 티드만(Bjørn Tidmand, 1940년 1월 24일 ~ )은 덴마크의 가수이다. 유로비전 송 콘테스트 1964에서 덴마크 대표로 참가했다.